# Tour de France de 2003
O Tour de France 2003 foi a 90º Volta a França, teve início no dia 5 de Julho e concluiu-se em 27 de Julho de 1979. A corrida foi composta por 3350 km.

## Resultados

### Classificação geral
| Pos | Nome                 | País           | Equipa              | Tempo Ave. Speed         |
| --- | -------------------- | -------------- | ------------------- | ------------------------ |
| 1   | Lance Armstrong      | Estados Unidos | U.S. Postal Service | 83h 41' 12" (40,94 km/h) |
| 2   | Jan Ullrich          | Alemanha       | Team Bianchi        | 1' 01"                   |
| 3   | Alexander Vinokourov | Cazaquistão    | Team Telekom        | 4' 14"                   |
| 4   | Tyler Hamilton       | Estados Unidos | Team CSC            | 6' 17"                   |
| 5   | Haimar Zubeldia      | Espanha        | Euskaltel-Euskadi   | 6' 51"                   |
| 6   | Iban Mayo            | Espanha        | Euskaltel-Euskadi   | 7' 06"                   |
| 7   | Ivan Basso           | Itália         | Fassa Bortolo       | 10' 12"                  |
| 8   | Christophe Moreau    | França         | Crédit Agricole     | 12' 28"                  |
| 9   | Carlos Sastre        | Espanha        | Team CSC            | 18' 49"                  |
| 10  | Francisco Mancebo    | Espanha        | Ibanesto.com        | 19' 15"                  |

### Classificação por Pontos
| Pos | Nome               | País      | Equipa          | Tempo |
| --- | ------------------ | --------- | --------------- | ----- |
| 1   | Baden Cooke        | Austrália | FDjeux.com      | 216   |
| 2   | Robbie McEwen      | Austrália | Lotto           | 214   |
| 3   | Erik Zabel         | Alemanha  | Team Telekom    | 188   |
| 4   | Thor Hushovd       | Noruega   | Crédit Agricole | 173   |
| 5   | Luca Paolini       | Itália    | Quick-Step      | 156   |
| 6   | Jean-Patrick Nazon | França    | Jean Delatour   | 154   |
| 7   | Stuart O'Grady     | Austrália | Crédit Agricole | 153   |
| 8   | Fabrizio Guidi     | Itália    | Team Bianchi    | 122   |
| 9   | Jan Ullrich        | Alemanha  | Team Bianchi    | 112   |
| 10  | Damien Nazon       | França    | Brioches        | 107   |

### Classificação de Montanha
| Pos | Nome                | País           | Equipa              | Tempo |
| --- | ------------------- | -------------- | ------------------- | ----- |
| 1   | Richard Virenque    | França         | Quick-Step          | 324   |
| 2   | Laurent Dufaux      | Suíça          | Alessio             | 187   |
| 3   | Lance Armstrong     | Estados Unidos | U.S. Postal Service | 168   |
| 4   | Christophe Moreau   | França         | Crédit Agricole     | 137   |
| 5   | Juan Miguel Mercado | Espanha        | Ibanesto.com        | 136   |
| 6   | Iban Mayo           | Espanha        | Euskaltel-Euskadi   | 130   |
| 7   | Haimar Zubeldia     | Espanha        | Euskaltel-Euskadi   | 125   |
| 8   | Jan Ullrich         | Alemanha       | Team Bianchi        | 124   |
| 9   | Tyler Hamilton      | Estados Unidos | Team CSC            | 116   |
| 10  | Paolo Bettini       | Itália         | Quick-Step          | 100   |

### Classificação por equipas
| Pos | Equipas      | Tempo        |
| --- | ------------ | ------------ |
| 1   | Team CSC     | 248h 18' 18" |
| 2   | Ibanesto.com | 21' 46"      |
| 3   | Euskaltel    | 44' 59"      |
| 4   | U.S. Postal  | 45' 53"      |
| 5   | Team Bianchi | 1h 12' 40"   |

### Classificação de Combatividade
| Pos | Nome                 | País        | Tempo   |
| --- | -------------------- | ----------- | ------- |
| 1   | Alexander Vinokourov | Cazaquistão | Telekom |

### Classificação de Joventude
| Pos | Nome                | País    | Equipa       | Tempo      |
| --- | ------------------- | ------- | ------------ | ---------- |
| 1   | Denis Menchov       | Rússia  | Ibanesto.com | 84h 0' 56" |
| 2   | Mikel Astarloza     | Espanha | AG2R         | 42' 29"    |
| 3   | Juan Miguel Mercado | Espanha | Ibanesto.com | 1h 02' 48" |
| 4   | Sylvain Chavanel    | França  | Brioches     | 1h 5' 17"  |
| 5   | Andy Flickinger     | França  | AG2R         | 1h 9' 09"  |

### Centenaire classification
| Pos | Nome           | País      | Equipa          | Pontos |
| --- | -------------- | --------- | --------------- | ------ |
| 1   | Stuart O'Grady | Austrália | Crédit Agricole | 82     |
| 2   | Thor Hushovd   | Noruega   | Crédit Agricole | 86     |
| 3   | Fabrizio Guidi | Itália    | Team Bianchi    | 103    |
| 4   | Luca Paolini   | Itália    | Quick-Step      | 118    |
| 5   | Gerrit Glomser | Áustria   | Saeco           | 123    |